# 臺中市立育英國民中學
臺中市立育英國民中學，簡稱育英國中，是中華民國臺中市的一所市立國民中學，位於東區旱溪重劃區附近，緊鄰臺中市東區成功國民小學。

## 校史
- 1968年臺灣實施九年國民教育，台中市政府派市立三中（今忠明高中）前校長熊騰雲籌備「臺中市立第十一國民中學」，7月20日正式成立。
- 1971年7月1日，台中市政府廢除依數序命名之國中校名，改名「臺中市立育英國民中學」。
- 1976年臺灣實施補習教育，成立附設補校。
- 1989年8月1日成立特殊教育班，招收智能障礙學生。
- 1994年成立自閉症資源班。
- 1998年調整為招生學習障礙生的資源班。
- 1999年成立中輟資源班。
- 2017年成立體育班，招收籃球和武術學生

### 歷任校長
1. 汪沱：1968年7月2日－1980年8月15日
2. 郭興唐：1980年8月15日－1987年2月26日
3. 王啟安：1987年2月26日－1996年8月2日
4. 白常武：1996年8月2日－2001年8月1日
5. 陳秀麗：2001年8月1日－2008年8月1日
6. 陳進卿：2008年8月1日－2014年8月1日
7. 陳綉絹：2014年8月1日－2019年7月31日
8. 周鳳珠：2019年8月1日－現任

## 校舍空間
空間分佈
- 普通教室：34間
- 專科教室：16間
- 行政空間：12間
- 午餐廚房：1間

班級現況
- 國中部：
  - 普通班：26班
  - 特教班：3班
  - 資源班：3班
  - 體育班：3班
- 進修部：

## 外部連結
- 臺中市立育英國民中學 Archive.today的存檔，存档日期2012-12-22
- 台中市育英國中家長會[]